# Нани Морети
Нани Морети (Брунико, 19. август 1953), рођен као Ђовани Морети, италијански је редитељ, глумац, сценариста и продуцент. Добитник је Златне палме 2001. године на Канском фестивалу филма за филм Соба мог сина, Сребрног медведа на Филмском фестивалу у Берлину 1986. године за филм Миса је завршена и Сребрног лава 1981. године на Филмском фестивалу у Венецији за филм Златни снови.

## Биографија
Рођен је у Брунику, 19. августа 1953. године. Родитељи су му пореклом из Рима, отац Луиђи Морети био је профеор класичних наука, а мајка Агата била је професорка књижевности у гимназији. Одрастао је у Риму и као млад показао је велико интересовање за биоскоп и ватерполо, играо је за ватерполо клуб Лацио.

### Каријера
Свој рад започео је краткометражним филмовима Пораз и Паштета од гушчије џигерицe 1973. године и наредне године објављује Како причаш брате?. Свој први дугометражни филм Сам себи довољан објављује 1976. године којим је достигао велику популарност код публике. Највећи успех доживљава након филма Ecce bombo 1978. који је сам написао, режирао и глумио. Био је приказан на Канском филмском фестивалу где је доживео неочекивани успех. На Филмском фестивалу у Венецији 1981. године учествовао је са фимом Златни снови где је освојио награду Сребрног лава, међутим није доживо тако велики успех код публике као са претходна два филма. Објавио је потом 1985. филм Миса је завршена за који је добио Сребрног медведа на 36. међународном Филмском фестивалу у Берлину наредне године. Велику популарност донео му је аутобиографски филм Драги дневниче који је објављен 1993. године. На фестифалу филма у Кану за овај филм додељена му је награда за најбољу режију. Златну палму је 2001. освојио филмом Соба мог сина.

#### Приватни живот
Ожењен је Силвијом Ноном, ћерком музичара Луиђија Ноне, са којом је 1996. године добио сина Пјетра који је такође глумац. Силвија и Нани развели су се 2000. године. Нани је атеиста, али више воли да каже да  "није верник". Живи у Риму. Од 2002. године је левичар и често је држао политичке говоре. Имао је тумор који га је инспирисао да напише свој краткометражни аутобиографски филм од 8 минута под називом Аутобиографија. Постао је члан жирија Канског филмског фестивала 2001. године.

## Филмографија

### Дугометражни филмови
- Сам себи довољан (1976)
- Ecce bombo (1978)
- Златни снови (1981)
- Бјанка (1984)
- Миса је готова (1985)
- Palombella rossa (1989)
- Драги дневниче (1993)
- Април (1998)
- Соба мог сина (2001)
- Кајман (2006)
- Имамо папу (2011)
- Моја мајка (2015)
- Три спрата (2021)

#### Краткометражни филмови
- Пораз (1973)
- Паштета од гушчије џигерицe (1973)
- Un autarchico a palazzo (1977)
- Једина држава на свету (1994)
- Послењи купац (2003)
- Последњи шампион (2007)
- Трг Мацини (2017)